# Domnall mac Flainn Ua Máel Sechlainn
Domnall mac Flainn Ua Máel Sechlainn (tué en 1094) est roi de Mide de 1087 à 1094.

## Origine
Domnall est le fils de Flann, aveuglé en 1037 par son frère Conchobar mac Domnaill Ua Máel Sechlainn, les deux frères sont les fils de  Domnall abbé de Clonard († 1018) lui-même fils de l'Ard ri Erenn Mael Seachnaill II Mór.

## Règne
Il accède au trône en 1087 après la mort de son cousin germain Máel Sechlainn Bán roi de Mide de 1076 à 1087. Les Annales des quatre maîtres relèvent que « Iseal-Chiarain a été acheté pour toujours par Cormac Mac Cuinn na mBocht à Ua Flaithen et à Domhnall, fils de Flann Ua Maeleachlainn, roi de Meath ». Contraint de se reconnaître vassal de Muirchertach Ua Briain, il se révolte avec les Luighne de l'est du Mide et est tué en 1094 à l'instigation du roi de Munster. Sa succession est disputée de 1094 à 1105 entre son neveu Donnchad mac Murchada Ua Máel Sechlainn et Conchobar mac Mael Sechlainn Ua Máel Sechlainn le fils de son prédécesseur.

## Postérité
D'une épouse inconnue il laisse plusieurs fils :
1. Muirchertach (mort en 1143)[8] roi de Mide en 1105-1106 ;
2. Donnchad, père de Conchobar, tué en 1141 par Murchad mac Domnaill Ua Máel Sechlainn[9] ;
3. Murchad mac Domnaill Ua Máel Sechlainn ;
4. Diarmaid co-roi de Mide 1127-1130 ;
5. Conchobar aveuglé en 1153 par Máel Sechlainn mac Murchada Ua Máel Sechlainn, fils de Murchad mac Domnaill Ua Máel Sechlainn[10]
6. Máel Sechlainn mac Domnaill Ua Máel Shechlainn, roi de Mide en 1115 tué la même année. Les Annales de Tigernach relèvent que « Mide est divisé entre deux fils de Domnall Húa Máelsechlainn en 1115 », mais que « Máel Sechlainn est immédiatement tué par Murchad »[11]